# Tyler Hilton
Tyler James Hilton (Palm Springs, California, 22 de noviembre de 1983) es un cantautor y actor estadounidense. 
Hilton comenzó su carrera profesional en la música en el año 2000. La revista Rolling Stone lo comparó con su contemporáneo, Howie Day, al igual que otros han comparado a Hilton con Elton John, de manera vocal e instrumental. 
Desde el lanzamiento de su álbum debut, Hilton se ha aventurado a la actuación, apareciendo en la serie de The CW One Tree Hill como el talentoso pero algo arrogante Chris Keller, e interpretando el papel de Elvis Presley en el biopic de Johnny Cash Walk the Line. También apareció en el videoclip de Taylor Swift "Teardrops on My Guitar" y en el de Gloriana "(Kissed You) Good Night".

## Primeros años y vida personal
Hilton nació en Palm Springs, California, hijo Kristy Herren y Robert George Hilton. Criado en Bermuda Dunes, California, Hilton creció rodeado de música y escuchando canciones de Elvis Presley a una edad temprana. Criado en Bermuda Dunes, después de un breve paso por el norte de California, su familia se trasladó de nuevo al Valle de Coachella, dónde escribió su primera canción sobre una chica llamada Rhianxon la que asistió a la escuela. La familia de Hilton se mudó de nuevo al Valle de Coachella por el instituto, dice, en el instituto La Quinta, formó una banda con algunos de sus compañeros de clase. La banda no iba a ninguna parte, por lo que Hilton comenzó en las noched de micrófono abierto e iba a las tiendas de café locales a tocar su propia música
Hilton vive en Los Ángeles. Se comprometió con la actriz canadiense Megan Park, a la que conoció en el rodaje de Charlie Bartlett, en diciembre de 2013. La pareja se casó en octubre de 2015. Su primera hija, Winnie Hilton, nació el 6 de febrero de 2020.

## Carrera musical
Hilton oyó que una estación de radio local estaba dando entradas para el concierto de Jonny Lang y llamó al programa de radio de Mark & Brian en KLOS en Los Ángelesa la edad de 16. En el teléfono cantó una versión a cappella de la canción de Jonny Lang "Breakin' Me".  Mark & Brian quedaron tan impresionados con la actuación de Hilton que le dieron un lugar en el concierto de Navidad de la estación. Palabra de Hilton llegó a los oídos de Maverick Records (propiedad de Warner Bros. Records), con quien firmó un contrato a la edad de 18. Hilton publicó un EP homónimo el 6 de abril de 2004. Las cuatro canciones fueron incluidas en su álbum The Tracks of Tyler Hilton lanzado el 28 de septiembre de 2004. Después del lanzamiento de su álbum, Hilton se unió a los gustos de Avril Lavigne, Jet, 50 Cent, y Josh Groban como artista elegido por AOL Breaker por su potencial de estrella.
Además de sus propios álbumes, Hilton también ha aparecido en cada uno de los tres diferentes álbumes de la banda sonora de One Tree Hill, algunos con antiguo material no lanzado que no se puede encontrar en ningún otro sitio. Más notablemente, la versión de la canción de Ryan Adams "When the Stars Go Blue", que se basó en un dúo con la estrella de One Tree Hill Bethany Joy Lenz para el espectáculo; así como, una versión de "Missing You" por John Waite y la pista original "You'll Ask For Me".En 2005, fue parte de una gira de 23 conciertos junto a Lenz, The Wreckers y Gavin Degraw. En el verano de ese mismo año, abrió para Hilary Duff en su "Still Most Wanted Tour".
Su EP, Better on Beachwood, el cual cuenta con tres canciones fue lanzado en mayo de 2009. Ladies & Gentlemen, otro EP lo siguió en abril de 2010 y cuenta con cinco canciones. Ambos EP están disponibles en iTunes.
Durante cinco años, Hilton trabajó en un álbum titulado The Storms We Share. El álbum, que contiene algunas canciones de Ladies & Gentlemen, se planeó para ser lanzado a finales del verano de 2010. Aun así, cuando la dirección cambió a Warner Bros. Records, Hilton dejó el sello con la consecuencia de material que no fue lanzado.
El 27 de junio de 2011, la canción de Tyler Hilton "Faithful" fue lanzada en la banda sonora de Larry Crowne.
El 11 de enero de 2012, Hilton lanzó una canción gratuita titulada "Loaded Gun" para su próximo álbum Forget the Storm en su sitio web y fue presentado en el episodio de estreno de la novena temporada de One Tree Hill siguiendo su retorno como Chris Keller. Hilton también debutó dos canciones del álbum tituladas "Kicking My Heels" y "Prince of Nothing Charming" en la serie. El 14 de febrero de 2012, "Prince of Nothing Charming", el primer single del próximo álbum de Hilton Forget the Storm, estuvo disponible en iTunes. El 7 de marzo de 2012, Hilton reveló vía Twitter que Forget The Storm, su primer LP de larga duración desde 2004, sería lanzado el 3 de abril de 2012. El álbum fue producido por David Hodges entre otros y lanzado a través del propio sello de Hilton, Hooptie Tune Records. Eligió titularlo "Forget the Storm" como referencia a su álbum no lanzado, "The Storms We Share," y lo describió como "un poco más de rock and roll." Hilton comenzó una gira en los Estados Unidos con Dion Roy y "Dakota y Will" en marzo de 2012 la cual finalizó a mediados de junio de 2012. También hizo una gira con Boyce Avenue en Reino Unido e Irlanda en junio de 2012 hasta julio de 2012 y volvería a finales de octubre de 2012 en su propia gira como cabeza de cartel después de más espectáculos en Estados Unidos, terminando el año con espectáculos de vuelta en Estados Unidos.

## Actuación
Después de actuar como Chris Keller en One Tree Hill, Hilton apareció en la película ganadora del premio de la academia Walk the Line en una versión joven de Elvis Presley. Hilton tuvo la oportunidad de interpretar dos canciones de Elvis para la película, "Milk Cow Blues" y "That's All Right".Ambas canciones figuran en la premiada banda sonora de la película.
Hilton interpretó en 2007 al interés romántico de la cantante de country Taylor Swift en elvídeo musical de su canción "Teardrops on My Guitar" y apareció en la película de 2008 Charlie Bartlett. Participó con su compañera de Charlie Bartlett y novia Megan Park en el vídeo musical del grupo Gloriana "(Kissed You) Good Night" lanzado en enero de 2012.
Hilton también apareciò en un episodio de la cuarta temporada de My Super Sweet Sixteen (Amberly Archivado el 25 de junio de 2009 en Wayback Machine.) en el 16 cumpleaños de una joven. También apareció en el programa de Vh1, Single Ladies.
Después de un descanso de cinco años en One Tree Hill, Hilton regresó como regular para su novena y última temporada.

## Filmografía
| Año  | Título                 | Papel         |
| ---- | ---------------------- | ------------- |
| 2005 | Walk the Line          | Elvis Presley |
| 2007 | Charlie Bartlett       | Murphy Bivens |
| 2013 | Christmas on the Bayou | Caleb         |

| Año           | Título          | Papel            | Notas                                                                        |
| ------------- | --------------- | ---------------- | ---------------------------------------------------------------------------- |
| 2004          | American Dreams | Cantante de folk | Episodio: "Old Enough to Fight"                                              |
| 2004–07, 2012 | One Tree Hill   | Chris Keller     | Papel recurrente (Temporadas 2–4) Papel principal (Temporada 9) 29 episodios |
| 2011          | Single Ladies   | Reed Durham      | Papel recurrente (Temporada 1); 6 episodios                                  |
| 2014–15       | Extant          | Charlie          | Papel recurrente; 20 episodios                                               |
| 2014          | Castle          | Tobias           | Episodio: "Once Upon A Time in the West"                                     |

## Discografía

### Álbumes
Tyler Hilton (2000) US Heatseekers Albums #12
1. "Not Getting Your Name" 5:01
2. "Nora Marie" 6:15
3. "I Believe We Can Do It" 4:49
4. "Someone Like You" 4:05
5. "Up Late Again" 2:08
6. "It's Always the Same" 5:12
7. "Shy Girl" 4:29
8. "It's Only Love" 2:37
9. "If I'm Not Right" 3:52
10. "New York Can Wait" 3:07
11. "Last Promise" 3:53
12. "Don't Blame Me" 3:39
13. "Meant Something to Me" 2:50

The Tracks Of (2004) US Heatseekers Albums #15
1. When It Comes 3:45
2. The Letter Song 3:28
3. Glad 3:32
4. Rolling Home 4:24
5. Pink and Black 3:31
6. Our Time 3:45
7. Kiss On 3:22
8. Slide 3:40
9. You, My Love 6:19
10. Insomnia 4:21
11. Picture Perfect 3:07

Forget The Storm (2012) US #189; US Heatseekers Albums #2
1. Kicking My Heels 4:17
2. Prince of Nothing Charming 3:58
3. Loaded Gun 3:40
4. You'll Ask for Me (Alternate/Full Studio Version) 4:02
5. Jenny feat. Elizabeth Huett 3:52
6. Can't Stop Now 4:05
7. Ain't No Fooling Me 3:47
8. Leave Him 4:36
9. I Belong 3:54
10. Hey Jesus 2:25

Live in Atlanta (2012)
1. Kicking My Heels (en directo) 4.51
2. Jenny (en directo) 4.11
3. Missing You (en directo) 3.54
4. California (en directo) 2.40
5. Glad (en directo) 5.00
6. Hey Jesus (en directo) 3.15
7. Can't Stop Now (en directo) 4.35
8. You'll Ask For Me (en directo) 6.13
9. Ain't No Foolin Me (en directo) 3.46
10. Prince Of Nothing Charming (en directo) 4.14
11. Loaded Gun (en directo) 4.07

Forget the Storm - Edición deluxe (2013)
1. Kicking my heels 4:17
2. Prince of Nothing Charming 3:58
3. Loaded Gun 3:40
4. You'll Ask for Me (Alternativo/Versión de estudio completa) 4:02
5. Jenny feat. Elizabeth Huett 3:52
6. Can't Stop Now 4:05
7. Ain't No Fooling Me 3:47
8. Leave Him 4:36
9. I Belong 3:54
10. Hey Jesus 2:25
11. Aint't No Fooling Me (acústico) 3:45
12. Jenny (acústico) 4:05
13. Loaded Gun (acústico) 3:07
14. Prince of Nothing Charming (acústico) 3:58
15. Next to you (acústico) 4:13

Indian Summer (2014)
1. One More Song 4:18
2. That Kind of Night 3:19
3. Indian Summer 3:48
4. This Is Where My Heart Breaks 3:34
5. I Want To Be In Love So Bad 4:10
6. Studio Chatter 1 0:11
7. Give Me That Summer 4:05
8. California 2:54
9. Time's A Wastin' 2:27
10. Just Might Be Tonight 3:38
11. Only Ones Left In The World 3:24
12. Studio Chatter 2 1:01
13. I See Home (en directo) 4:38

### EP
Better on Beachwood (2009)
1. "Tore the Line" 3:31
2. "Don't Forget All Your Clothes" 5:04
3. "I Believe in You (Acústico)" 4:09

Ladies & Gentlemen (20 de abril de 2010)
1. "Sunset Blvd" 3:44
2. "I Believe in You" 4:12
3. "This World Will Turn Your Way" 4:06
4. "Keep On" 3:21
5. "June" 3:33

### Vídeos musicales
| Año  | Título                          | Director        |
| ---- | ------------------------------- | --------------- |
| 2004 | "When It Comes"                 | Nick Spanos     |
| 2004 | "When It Comes"                 | Adam Pollina    |
| 2004 | "When It Comes"                 | Charles Mehling |
| 2005 | "How Love Should Be"            | Tyler Hilton    |
| 2007 | "You'll Ask for Me"             | Brad Belanger   |
| 2010 | "This World Will Turn Your Way" |                 |